# Tassep
Tassep est une localité située dans le département de Malba de la province du Poni dans la région Sud-Ouest au Burkina Faso.

## Géographie
Tassep est situé à 5 km au nord-est de Malba, le chef-lieu du département, et à 25 km au nord-est de Gaoua, la ville la plus importante du sud du pays. La commune est également à 6 km à l'ouest de la frontière entre le Burkina Faso et le Ghana.

## Santé et éducation
Le centre de soins le plus proche de Tassep est le centre de santé et de promotion sociale (CSPS) de Malba tandis que le centre hospitalier régional (CHR) de la province se trouve à Gaoua.